# La Châtelaine
La Châtelaine är en kommun i departementet Jura i regionen Bourgogne-Franche-Comté i östra Frankrike. Kommunen ligger i kantonen Arbois som tillhör arrondissementet Lons-le-Saunier. År 2022 hade La Châtelaine 153 invånare.

## Befolkningsutveckling
Antalet invånare i kommunen La Châtelaine
Referens:INSEE